# Lenauer Forst
Der Lenauer Forst war ein gemeindefreies Gebiet im Landkreis Tirschenreuth mit dem Gemeindeschlüssel 09 377 455.
Als gemeindefreies Gebiet auf der Gemarkung Lenau mit einer Fläche von zuletzt 507,96 Hektar bestand der Lenauer Forst bis 31. Dezember 2016. Am 1. Januar 2017 wurden 10 seiner 51 Flurstücke mit einer Gesamtfläche von 1.051.486 m² in die Gemeinde Immenreuth eingegliedert, 32 Flurstücke mit einer Gesamtfläche von 3.264.123 m² wurden in die Gemeinde Kulmain eingegliedert und 9 Flurstücke mit einer Gesamtfläche von 763.998 m² in die Gemeinde Brand eingegliedert.
Gleichzeitig wurden drei Flurstücke der Gemarkung Lenau mit einer Gesamtfläche von 22.140 m² aus der Gemeinde Kulmain in die Gemeinde Immenreuth umgegliedert und fünf Flurstücke der Gemarkung Lenau mit einer Gesamtfläche von 37.430 m² aus der Gemeinde Kulmain in die Gemeinde Brand umgegliedert.